# Echinops spinosissimus
Espèce
Echinops spinosissimus est une espèce de plantes du genre Echinops et de la famille des Astéracées (ou Composées), originaire de la Méditerranée orientale.

## Synonymes
- Echinops spinosus L., nom. illeg.
- Echinops creticus Boiss. & Heldr.
- Echinops glandulosus E. Weiss
- Echinops viscosus DC. [non Rchb. 1832]

## Description
- Plante vivace d'assez grande taille (80 cm à 1 m)
- Grandes feuilles rigides très épineuses
- Fleurs en panicule sphériques, le plus souvent solitaires, globuleux et assez gros (4 à 5 cm de diamètre), à fleurs blanchâtres ou bleu-gris.

## Répartition
Depuis la Sicile et la Tunisie jusqu'en Iran.